# Liste von historischen portugiesischen Handelsstationen in Gambia
Dies ist die Liste von historischen portugiesischen Handelsstationen in Gambia.
Die portugiesischen Seefahrer erreichten 1446 als erste Europäer den Gambia-Strom und betrieben über ein Jahrhundert Handel dort. Als Kolonien verstanden sich die Niederlassungen aber nicht.
In der Liste sind Faktoreien und Handelsstationen aufgenommen. Geographisch ist das heutige Gebiet des westafrikanischen Staates Gambia gemeint. Die Liste ist annähernd alphabetisch nach den heutigen Namen sortiert.
| portugiesischer Name | heutiger Name bzw. Lage | Bemerkung                                                   |
| -------------------- | ----------------------- | ----------------------------------------------------------- |
| Vintang              | Bintang                 |                                                             |
| Geregia (Kansala)    | Bwiam                   | Bau einer portugiesischen Kapelle.                          |
| Povoaçao de Brancos  | Nähe Dog Island         | Gründung Ende des 17. Jahrhunderts                          |
| Fatta Tenda          | Fattatenda              |                                                             |
| San Domingo          | Juffure                 | Ab ca. 1458 mit dem Bau der ersten portugiesischen Kapelle. |
| Cassan               | Kassan                  | Gründung frühes 17. Jahrhundert                             |
| Casa Diego Gratie    | Nähe Kau-ur             | Gründung frühes 17. Jahrhundert, identisch mit Niani Maru?  |
| Joar                 | Kau-ur                  |                                                             |
| Cantor               | Kuntaur                 |                                                             |
| Nyani Maru           | Niani Maru              | Identisch mit Casa Diego Gratie?                            |
| Setuko               | Sutokoba                |                                                             |
| Tancrowall           | Tankular                | Bau einer portugiesischen Kapelle.                          |
|                      | Tubabkollon Point       | Handelskontor an einer Wasserstelle                         |